# Антал Кох
Антал Кох (Сомбор, 1843 — Будимпешта, 1927) био је мађарски геолог и академик. 

## Биографија
Породица Кох је стара сомборска породица која је у матичним књигама рођених у Сомбору први пут забележена 1805. године. Антал је син Кристифора Коха и Ане Ајгл. По завршетку студија Антал Кох је отишао за наставника у Коложвару (данас Клуж, у Румунији) 1872. године. Још као млад професор географије и геологије вршио је научна испитивања у Ердељу. Са својих студијских путовања no Мађарској и Европи објавио је многе запажене радове. Већ 1875. године изабран је за члана Мађарске академије наука у Будимпешти. Године 1895. постао је редовни професор географије и геологије на пештанском универзитету. 
Kao географ-научник био је заступник тзв. комплексне географије као науке, какав ће бити и географ Јован Цвијић, у Београду. Истраживачка делатност Антала Коха обухвата сва поља геогафских дисциплина: физичку и регионалну, минералогију, геологију, петрографију и палеонтологију. Објавио је више од две стотине научних радова, од којих су многи ушли у европску географску литературу. 

## Дела
Значајни су му радови, сви писани на мађарском језику: „Географски опис околине Беочина“ (1868), „Географска студија Еперских брдских венаца и околине“ (1869), „Географска путовања no Бакоњској шуми“ (1871), „Чобанска и соколарска пећина“ (1871), „Бања Херкуланум и њена околина“ (1872), „Ердељски прастари остаци“ (1878), „Секударни тропови Бакоњске шуме“ (1876), „Геолошка саопштења о Фрушкој гори“ (1881) и многи други. Најзначајнији му је научни рад географска студија „Терцијерне формације Ердељског базена“. Кох је израдио и геолошке карте околине Коложвара, Торде и Нађбање.
Умро је у Будимпешти 8. фебруара 1927.